# Civil Aviation Authority

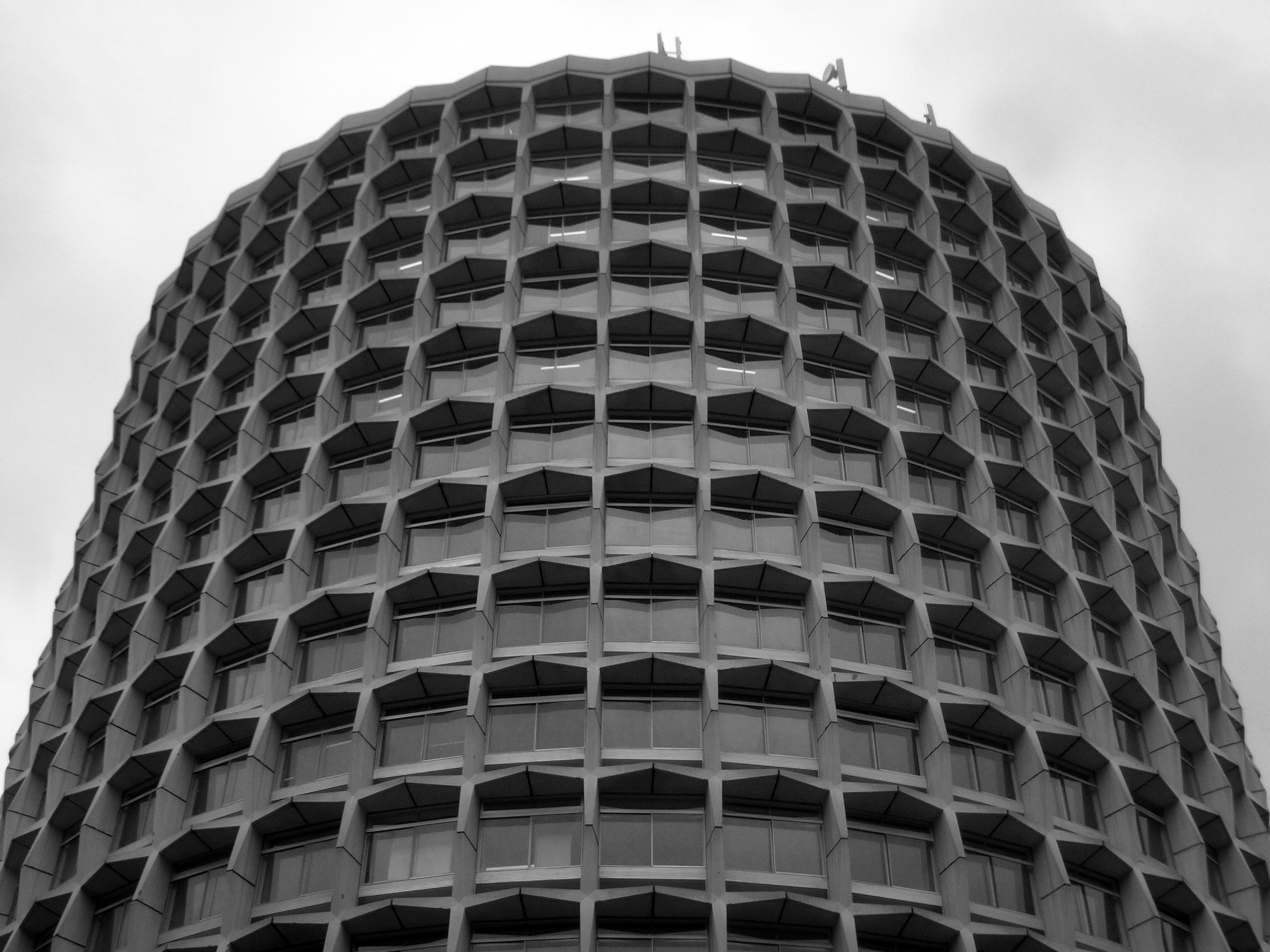
Sitz der Civil Aviation Authority in London

Die Civil Aviation Authority (CAA; deutsch Zivilluftfahrtbehörde) ist eine britische Behörde, die mit den Belangen der zivilen Luftfahrt in Großbritannien befasst ist. Sie wurde im Jahr 1972 vom Parlament ins Leben gerufen und war zunächst mit der Luftraumkontrolle und als Luftfahrtkontrollbehörde für die zivile Luftfahrt tätig.
Nachdem die Luftfahrtkontrolle dem National Air Traffic Services überantwortet wurde, ist die Behörde insbesondere mit legislativen Aufgaben betraut, also dem Erstellen und Überwachen von Wirtschaftsvorschriften für Luftfahrzeugsbetreiber, Sicherheitsvorschriften und dem Kundenschutz. Sie beschäftigt zurzeit etwa 1000 Mitarbeiter in zwei Niederlassungen.
Die CAA trägt sich über ihre Einnahmen, insbesondere Gebühren, selbst und ist damit eine der wenigen Behörden in Großbritannien, die nicht über Steuereinnahmen finanziert wird.

## Flugvermessung
Bis zur Privatisierung dieser Aufgabe im Jahr 1996 war die CAA auch für die Kalibrierung von Funkfeuern wie NDBs und VORs in England zuständig. Die Aufgabe wurde von der Flight Precision Ltd. übernommen.